# Igor Vovkovinskiy
Igor Vovkovinskiy (ucraniano: Ігор Вовковинський, romanizado:  Ihor Vovkovynskyj; 18 de setembro de 1982 - 20 de agosto de 2021), também conhecido como Igor Ladan, era um estudante de direito ucraniano-americano, ator e a pessoa viva mais alta dos Estados Unidos, a 7 pés 8+ 234,5 cm (1⁄3 polegadas), tirando brevemente o registro de George Bell.

## Biografia

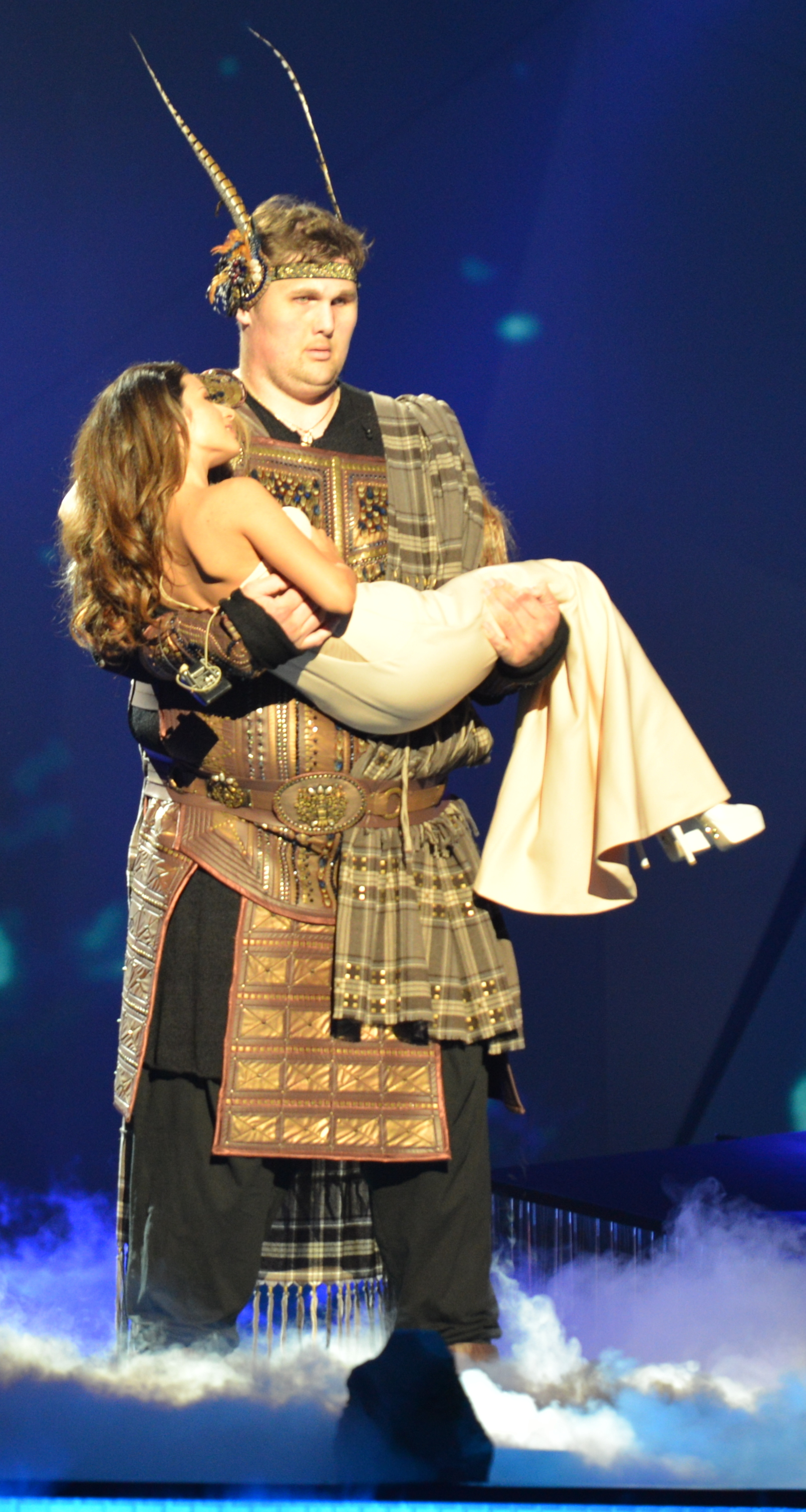
Vovkovinskiy se apresentando durante o Eurovision Song Contest 2013

Originário da Ucrânia, Vovkovinskiy mudou-se para Rochester, Minnesota, em 1989, para ser tratado na Clínica Mayo. Naquela época, ele já tinha pelo menos um metro e oitenta de altura.
Vovkovinskiy atuou em comerciais e filmes, incluindo a comédia Hall Pass de 2011, e ficou mais conhecido por usar uma camiseta que dizia "O maior apoiador de Obama do mundo" em um comício de Barack Obama. Ele foi a primeira pessoa viva mais alta oficial de dois países. Ele se juntou à cantora Zlata Ognevich na representação da Ucrânia no Eurovision Song Contest 2013. 
A altura de Vovkovinski foi atribuída a um tumor pressionando sua glândula pituitária, causando a liberação de uma quantidade excessiva de hormônio do crescimento. Em 2019, ele disse em seu canal no YouTube que estava em tratamento para um problema cardíaco.[carece de fontes?]
Vovkovinskiy foi hospitalizado por doença cardíaca e morreu em 20 de agosto de 2021, aos 38 anos.